# Peraiocynodon
Peraiocynodon is een geslacht van uitgestorven Mammaliaformes uit de orde Docodonta, in Durdlestone Bay gevonden in de rotsen van het Midden-Jura in het Verenigd Koninkrijk. 
Peraiocynodon werd oorspronkelijk benoemd in 1929 door George Gaylord Simpson met een enkele soort Peraiocynodon inexpectatus. De geslachtsnaam betekent 'tegenover Cynodon gelegen', waarbij Cynodon staat voor de Cynodontia als geheel. De soortaanduiding betekent 'de onverwachte'. Het holotype is BMNH 48248. Het bestaat uit een linkeronderkaak. 
Het werd later beschouwd als een synoniem van Docodon. In 2003 werd het geslacht echter weer tot leven gewekt en werd de nieuwe soort Peraiocynodon major, 'de grotere' beschreven op basis van nieuwe tanden gevonden in de Kirtington Cement Quarry in Oxfordshire. Het holotype is BMNH J.693, een onderste malariform (maaltand). Het blijft onzeker of een of beide soorten Peraiocynodon de melktanden zijn van een ander geslacht van docodonten, of dat het echt afzonderlijke soorten zijn.